# Saison 2020-2021 du Havre Athletic Club
Maillots
Chronologie
Saison précédente Saison suivante
- La saison 2020-2021 du Havre Athletic Club est la 39e saison du club en Ligue 2 et la 13e saison consécutive dans ce championnat.
- Lors de la saison 2019/2020, le club termina 6e de Ligue 2.
- L'équipe est dirigée depuis juin 2019 par Paul Le Guen.
- Les Normands participent également à la Coupe de France.

## Compétitions
| 12e 47 points      | Huitième tour Face au Paris FC |
| 11V 14N 13D        | 0V 0N 1D                       |
| TOTAL: 11V 14N 14D |                                |

### Championnat

#### Classement
| Rang | Équipe          | Pts | J  | G  | N  | P  | Bp | Bc | Diff |
| ---- | --------------- | --- | -- | -- | -- | -- | -- | -- | ---- |
| 10   | Amiens SC R     | 47  | 38 | 11 | 14 | 13 | 34 | 40 | −6   |
| 11   | Valenciennes FC | 47  | 38 | 12 | 11 | 15 | 50 | 59 | −9   |
| 12   | Le Havre AC     | 47  | 38 | 11 | 14 | 13 | 38 | 48 | −10  |
| 13   | AC Ajaccio      | 46  | 38 | 11 | 13 | 14 | 34 | 43 | −9   |
| 14   | Pau FC P        | 44  | 38 | 11 | 11 | 16 | 42 | 49 | −7   |

### Coupe de France
La Coupe de France 2020-2021 est la 104e édition de la Coupe de France, une compétition à élimination directe mettant aux prises les clubs de football amateurs et professionnels à travers la France métropolitaine et les DOM-TOM. Elle est organisée par la FFF et ses ligues régionales.

#### Résultats par journée
| Journée   | 01  | 02  | 03 | 04  | 05 | 06  | 07  | 08 | 09 | 10 | 11  | 12  | 13  | 14  | 15  | 16  | 17  | 18  | 19  | 20  | 21  | 22  | 23  | 24  | 25  | 26 | 27  | 28  | 29 | 30  | 31  | 32  | 33  | 34  | 35  | 36  | 37  | 38  |
| --------- | --- | --- | -- | --- | -- | --- | --- | -- | -- | -- | --- | --- | --- | --- | --- | --- | --- | --- | --- | --- | --- | --- | --- | --- | --- | -- | --- | --- | -- | --- | --- | --- | --- | --- | --- | --- | --- | --- |
| Terrain   | E   | D   | E  | D   | E  | E   | D   | E  | D  | E  | D   | E   | D   | E   | D   | E   | D   | E   | D   | E   | D   | E   | D   | D   | E   | D  | E   | D   | E  | D   | E   | D   | E   | D   | E   | D   | E   | D   |
| Résultats | D   | V   | V  | D   | V  | D   | N   | V  | V  | D  | D   | D   | N   | N   | N   | D   | N   | V   | D   | N   | N   | N   | N   | V   | V   | N  | D   | D   | V  | D   | N   | N   | N   | D   | N   | V   | V   | V   |
| Points    | 0   | 3   | 6  | 6   | 9  | 9   | 10  | 13 | 16 | 16 | 16  | 16  | 17  | 18  | 19  | 19  | 20  | 23  | 23  | 24  | 25  | 26  | 27  | 30  | 33  | 34 | 34  | 34  | 37 | 37  | 38  | 39  | 40  | 41  | 41  | 44  | 44  | 47  |
| Place     | 18e | 13e | 8e | 10e | 7e | 11e | 11e | 6e | 3e | 7e | 10e | 12e | 12e | 13e | 13e | 13e | 13e | 12e | 12e | 13e | 13e | 13e | 13e | 13e | 10e | 9e | 10e | 14e | 8e | 13e | 12e | 12e | 12e | 13e | 13e | 14e | 13e | 12e |

## Joueurs et encadrement technique

### Effectif professionnel actuel
Le tableau suivant dresse la liste des joueurs faisant partie de l'effectif havrais pour la saison 2020-2021.